# Canon (Geórgia)
Canon é uma cidade localizada no estado americano de Geórgia, no Condado de Franklin e Condado de Hart.

## Demografia
Segundo o censo americano de 2000, a sua população era de 755 habitantes.
Em 2006, foi estimada uma população de 811, um aumento de 56 (7.4%).

## Geografia
De acordo com o United States Census Bureau tem uma área de
8,2 km², dos quais 8,2 km² cobertos por terra e 0,0 km² cobertos por água.

## Localidades na vizinhança
O diagrama seguinte representa as localidades num raio de 20 km ao redor de Canon.